# Gelbfußmilbe
Die Gelbfußmilbe (Hydrodroma despiciens) ist ein auffälliger Vertreter der Süßwassermilben (Hydrachnidiae).
Die Gelbfußmilbe ist auffällig rot gefärbt und besitzt gelbe Beine. Der Körper ist fast kreisrund und mit nach hinten weisenden Zäpfchen besetzt. Jeweils das vordere Auge der beiden Augenpaare ist auf die Unterseite verlagert. Die Palpen sind sehr kurz und bilden eine Schere.
Die Tiere leben meist am Ufer stehender Gewässer, auch bei großen Seen. Ihre Larven parasitieren an den Larven von Büschelmücken.